# Lukrecja Borgia (opera)
Lukrecja Borgia (wł. Lucrezia Borgia) – opera Gaetana Donizettiego w dwóch aktach z prologiem. Libretto napisał Felice Romani według Victora Hugo. Prapremiera odbyła się w Mediolanie 26 grudnia 1833.

## Fabuła

### Prolog

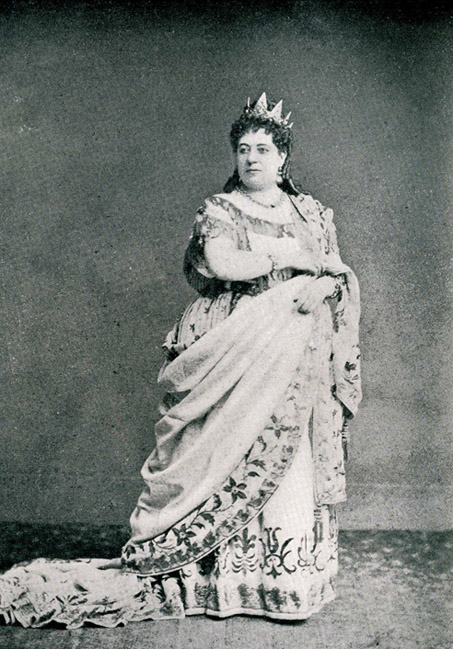
Thérèse Tietjens jako Lukrecja Borgia.

Akcja rozgrywa się w Wenecji. Tytułową bohaterką jest postać historyczna, Lukrecja Borgia - budząca grozę trucicielka i dzieciobójczyni. Lukrecja pod osłoną nocy przybywa do Wenecji, aby choć na chwilę ujrzeć swego syna, Gennara, żyjącego bez świadomości, że jest jej synem. Zostaje jednak rozpoznana przez towarzyszy Gennara, którzy zaczynają jej złorzeczyć i wytykać popełnione zbrodnie. Lukrecja poprzysięga im zemstę.

### Akt I
Gennaro, podpuszczony przez towarzyszy, dokonuje aktu demonstracji swej nienawiści do Lukrecji Borgii: zrywa z napisu na bramie pałacu Borgiów literę ,,B" - pozostawiając tym samym słowo "orgia". Zostaje przy tym schwytany, a karę ma mu wymierzyć mąż Lukrecji - książę Alfons. Mimo błagań Lukrecji Alfons nie godzi się na ułaskawienie chłopca, a jedynie pozwala mu wybrać sposób jego śmierci. Lukrecja wybiera truciznę i dzięki temu ocala mu życie: gdy zostają sami podaje mu środek niweczący działanie trucizny; poleca mu  zarazem  jak najszybciej uciekać. 

### Akt II
Lukrecja nadal pragnie zemsty na towarzyszach Gennara za doznaną zniewagę. Posyła im butelkę zatrutego wina, a następnie urządza spektakl: zjawia się na czele inscenizowanej żałobnej procesji przy akompaniamencie pogrzebowej muzyki, aby naigrawać się z przerażenia młodych mężczyzn, którzy właśnie się dowiedzieli, że zostali otruci. Nagle, ku swemu przerażeniu, Lukrecja spostrzega Gennara, który także zdążył napić się zatrutego wina. Tym razem Gennaro odmawia wypicia odtrutki - nie wystarczy jej bowiem dla wszystkich, więc chce umrzeć wraz ze swymi przyjaciółmi. Lukrecja wyznaje mu wówczas, że jest jej synem. Gennaro umiera, Lukrecja zaś pozostaje zrozpaczona po stracie otrutego przez nią samą syna.

## Lukrecja Borgiaw Polsce
Premiera polska Lukrecji Borgii odbyła się w Warszawie w 22 lipca 1843 (reż. Jan Tomasz Seweryn Jasiński). Inscenizacja ta miała dwa wznowienia (1846 i 1865). W 1873 operę wystawiono we Lwowie. Współcześnie utwór został wystawiony w:
- Teatrze Wielkim w Łodzi (2004, reż. Maciej Prus)[3]
- Teatrze Wielkim w Warszawie (2009, reż. Michał Znaniecki)[4][5]